# Todd McCarthy
Todd McCarthy (Evanston, 16 febbraio 1950) è un critico cinematografico, scrittore e regista statunitense.

## Biografia
Ha lavorato per oltre trent'anni con Variety, dal 1979 al 2010, quando è passato al The Hollywood Reporter. Dal 2020 collabora per Deadline.
È anche autore e regista di alcuni documentari incentrati sul mondo del cinema, tra cui Visions of Light, premiato dalla National Society of Film Critics. È inoltre il biografo di Howard Hawks.

## Filmografia

### Autore
- Hollywood Mavericks (1990)
- Visions of Light (1992)
- Howard Hawks: American Artist (1997)
- Forever Hollywood (1999)

### Regista
- Visions of Light (1992)
- Claudia Jennings (1995)
- Forever Hollywood (1999)
- Man of Cinema: Pierre Rissient (2007)

## Opere
- Howard Hawks: the Grey Fox of Hollywood, New York, Grove Press, 1997, ISBN 0-8021-1598-5.